# キャシー・ユング
キャシー・ユング(英語: Cathie Jung、1937年 - )は、アメリカ合衆国の出身のヴィクトリアン・ファッション (Victorian fashion) やコルセットのマニアである。
現在はコネティカット州のニューロンドン郡・オールドミスティックに住んでいる。彼女は世界一細いウエストを持っている女性としてギネス・ワールド・レコーズに選ばれている。彼女の身長は172cmだが、ウエストは38.1cmしかない。運動や食事制限は特に行っていないものの、風呂に入る以外は特製のコルセットを装着しており、毎日20時間を10年間続けてこのウエストを手に入れたという。